# والتر دوايت برادلي
والتر دوايت برادلي (بالإنجليزية: Walter Dwight Bradley)‏ هو سياسي أمريكي، ولد في 30 أكتوبر 1946 في كلوفيس في الولايات المتحدة. حزبياً، نشط في الحزب الجمهوري. وقد انتخب عضو مجلس ولاية نيومكسيكو.